# Кималов, Александр Савельевич
Александр Савельевич Кималов (28 августа 1948, Украинская ССР — 25 августа 1973, Николаев) — советский футболист, нападающий. Мастер спорта СССР с 1969 года. В составе «Судостроителя» выходил на поле в полуфинальном матче Кубка СССР 1969.

## Игровая карьера
Начинал играть в футбол в николаевском ДЮСШ «Судостроитель». В 1966 году дебютировал во взрослой команде «Судостроителя». В сезоне 1968 года в составе николаевской команды участвовал в переходном турнире за место в высшей лиге. Внёс свой вклад в триумфальное выступление «Судостроителя» 1969 году в розыгрыше Кубка СССР. Кималов открыл счёт в дополнительное время матча 1/8 финала в Казани с «Рубином», а затем — на 5-й минуте четвертьфинального поединка в Лужниках против московского «Торпедо». Оба эти гола были забиты в фирменном стиле Кималова с «сухого листа» — после исполнения угловых ударов. Выходил на поле в полуфинальном матче Кубка СССР против львовских «Карпат». За высокие спортивные достижения в этом сезоне все игроки команды получили звание мастеров спорта СССР.
25 августа 1973 года в Николаеве во время отдыха в ресторане был убит ударом штыка немецкой винтовки. Скончался на месте. Не дожил 3 дня до 25 лет.

## Статистика в чемпионатах СССР
| Клуб                     | Сезон                    | Чемпионат | Чемпионат | Кубок | Кубок | Итого | Итого |
| Клуб                     | Сезон                    | Игры      | Голы      | Игры  | Голы  | Игры  | Голы  |
| ------------------------ | ------------------------ | --------- | --------- | ----- | ----- | ----- | ----- |
| Судостроитель (Николаев) | 1966                     | 2         | 0         | 0     | 0     | 2     | 0     |
| Судостроитель (Николаев) | 1967                     | 22        | 3         | 2     | 0     | 24    | 3     |
| Судостроитель (Николаев) | 1968                     | 39        | 5         | 1     | 0     | 40    | 5     |
| Судостроитель (Николаев) | 1969                     | 30        | 4         | 6     | 3     | 36    | 7     |
| Судостроитель (Николаев) | 1970                     | 9         | 1         | 2     | 2     | 11    | 3     |
| Судостроитель (Николаев) | 1971                     | 41        | 2         | —     | —     | 41    | 2     |
| Судостроитель (Николаев) | 1972                     | 18        | 4         | —     | —     | 18    | 4     |
| Судостроитель (Николаев) | 1973                     | 12        | 1         | —     | —     | 12    | 1     |
| Судостроитель (Николаев) | Итого                    | 173       | 20        | 11    | 5     | 184   | 25    |
| Всего за «Судостроитель» | Всего за «Судостроитель» | 173       | 20        | 11    | 5     | 184   | 25    |
| Всего за карьеру         | Всего за карьеру         | 173       | 20        | 11    | 5     | 184   | 25    |